# TSS FC Rovers
El TSS FC Rovers es un equipo de fútbol de Canadá que juega en la League 1 Columbia Británica, la tercera división de fútbol de Canadá.

## Historia
Fue fundado en el año 2017 en la ciudad de Burnaby en la Columbia Británica como uno de los equipos de expansión de la antiguamente conocida como Premier Development League para la temporada 2017, además de contar con un equipo sub-23 y de tener una de las escuelas de fútbol más viejas de la Columbia Británica.
El club tiene la política de reclutamiento local con el fin de encontrar jugadores elegibles para integrar las selecciones nacionales, y para 2018 crearon su sección en la categoría femenil.

## Palmarés
- División Noroeste: 1

2017

## Jugadores

### Jugadores destacados
- Thomas Gardner
- Patrick Metcalfe
- Nick Soolsma